# Mistrovství světa v ledním hokeji 2011

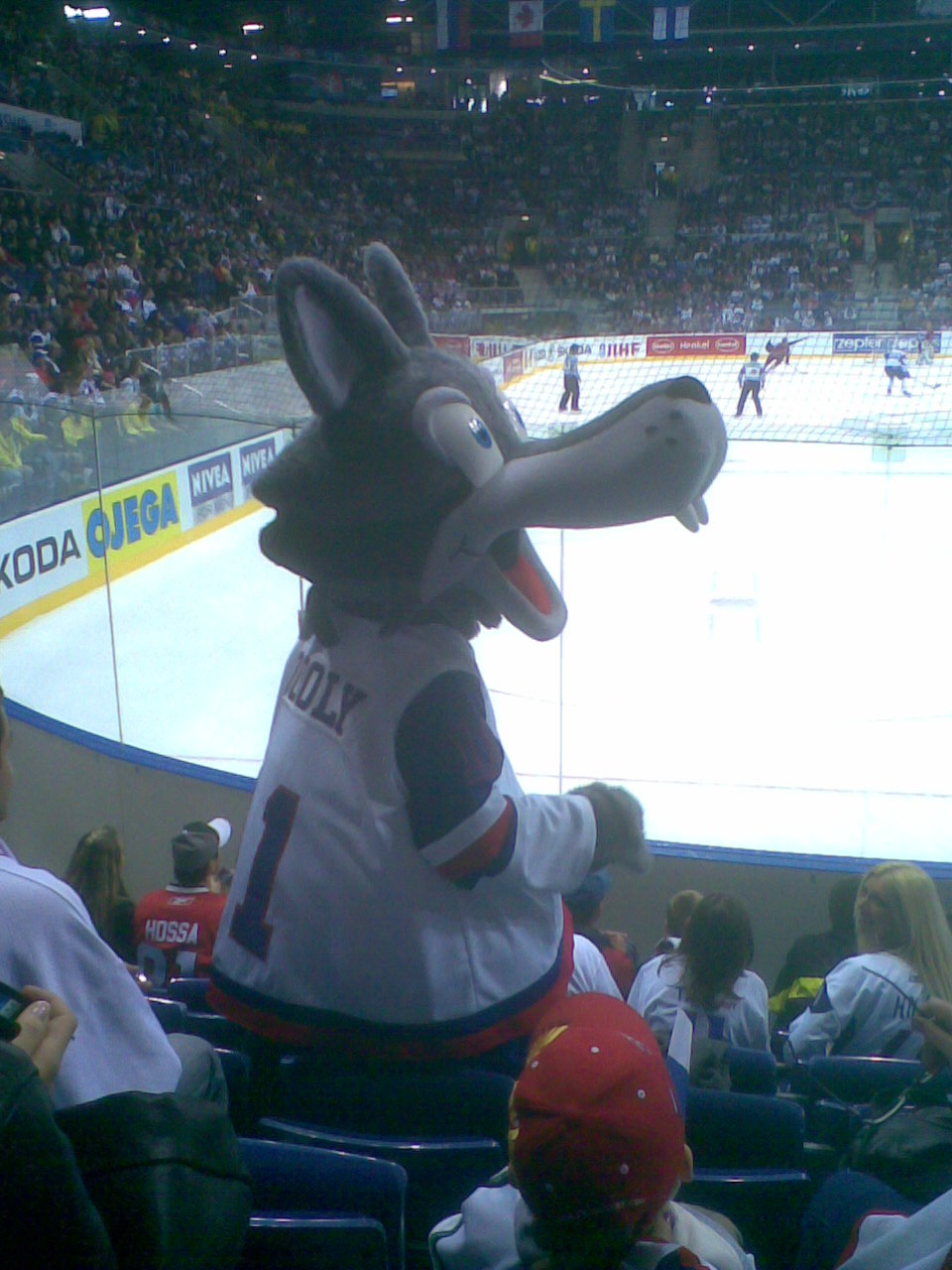
Maskot Goooly

75. ročník Mistrovství světa v ledním hokeji se konal ve dnech 29. dubna až 15. května 2011 na Slovensku ve městech Bratislava a Košice. V historii samostatného Slovenska bylo toto hostitelství prvotní. V rámci bývalého Československa se však již odehrály v Bratislavě některé zápasy šampionátů v letech 1959 a 1992. IIHF stanovila výstavbu nového zimního stadionu jako podmínku pro přiřčení pořadatelství a organizování turnaje Slovensku. Z nedostatku peněz bylo ale rozhodnuto o rekonstrukci stávajícího bratislavského stadionu Ondreje Nepely, který po dobu mistrovství nesl sponzorský název Orange aréna.
Na toto mistrovství světa z I. divize MS 2010 postoupily 2 týmy, a to Slovinsko a Rakousko.

## Výběr pořadatelské země
Hlasování se konalo při MS 2006 na kongresu IIHF v Rize.
| Země      | Počet hlasů |
| --------- | ----------- |
| Slovensko | 70          |
| Švédsko   | 20          |
| Maďarsko  | 14          |

## Přehled skupin

Kvalifikované země na MS v ledním hokeji 2011

| Skupina A | Rusko (Soupiska)   | Slovensko (Soupiska) | Německo (Soupiska)   | Slovinsko (Soupiska) |
| Skupina B | Kanada (Soupiska)  | Švýcarsko (Soupiska) | Bělorusko (Soupiska) | Francie (Soupiska)   |
| Skupina C | Švédsko (Soupiska) | USA (Soupiska)       | Norsko (Soupiska)    | Rakousko (Soupiska)  |
| Skupina D | Finsko (Soupiska)  | Česko (Soupiska)     | Lotyšsko (Soupiska)  | Dánsko (Soupiska)    |

## Stadiony
| Bratislava                                   | Košice                      |
| Zimní stadion Ondreje Nepely Kapacita: 9 246 | Steel Aréna Kapacita: 8 347 |
|                                              |                             |

## Základní skupiny

### Skupina A (Bratislava)

#### Tabulka
| P | Tým       | Z | V | VP | PP | P | GV | GI | +/- | B |
| - | --------- | - | - | -- | -- | - | -- | -- | --- | - |
| 1 | Německo   | 3 | 2 | 1  | 0  | 0 | 9  | 5  | +4  | 8 |
| 2 | Rusko     | 3 | 2 | 0  | 0  | 1 | 10 | 9  | +1  | 6 |
| 3 | Slovensko | 3 | 1 | 0  | 0  | 2 | 9  | 9  | 0   | 3 |
| 4 | Slovinsko | 3 | 0 | 0  | 1  | 2 | 7  | 12 | -5  | 1 |

#### Zápasy
| 29. dubna 2011 16:15 SEČ | Německo | 2 – 0 (0:0, 1:0, 1:0) | Rusko | Orange aréna, Bratislava Návštěvnost: 9 049 |  |

| Report                            |               |          |                  |                           |
| Dennis Endras                     | Dennis Endras | Brankáři | Jevgenij Nabokov | Rozhodčí: Reiber Burchell |
| Greilinger (Braun) 25' Reimer 58' |               |          |                  | Rozhodčí: Reiber Burchell |
| 6 min                             | 6 min         | Tresty   | 4 min            | Rozhodčí: Reiber Burchell |
| 27                                | 27            | Střely   | 31               | Rozhodčí: Reiber Burchell |

| 29. dubna 2011 20:15 SEČ | Slovensko | 3 – 1 (0:0,1:1,2:0) | Slovinsko | Orange aréna, Bratislava Návštěvnost: 9 248 |  |

| Report                                                                |                                                                       |          |                               |                          |
| Jaroslav Halák                                                        | Jaroslav Halák                                                        | Brankáři | Robert Kristan                | Rozhodčí: Sterns Kurmann |
| Šatan (Surový) 36' Marcel Hossa (Podhradský, Zedník) 48' Bartečko 60' | Šatan (Surový) 36' Marcel Hossa (Podhradský, Zedník) 48' Bartečko 60' |          | 23' Krajnc (Kužnik, Razingar) | Rozhodčí: Sterns Kurmann |
| 4 min                                                                 | 4 min                                                                 | Tresty   | 10 min                        | Rozhodčí: Sterns Kurmann |
| 45                                                                    | 45                                                                    | Střely   | 15                            | Rozhodčí: Sterns Kurmann |

| 1. května 2011 16:15 SEČ | Rusko | 6 – 4 (1:0, 1:1, 4:3) | Slovinsko | Orange aréna, Bratislava Návštěvnost: 9 090 |  |

| Report | |          |                                                                                                 |                           |
| Jevgenij Nabokov | Jevgenij Nabokov | Brankáři | Andrej Hočevar                                                                                  | Rozhodčí: Kurmann Persson |
| Aťušov (Kovalčuk, Radulov) 5' Afinogenov (Kornějev) 36' Kulikov (Kajgorodov) 47' Arťuchin (Afinogenov, Kajgorodov) 47' Radulov (Kovalčuk, Gorovikov) 57' Zinovjev (Zaripov) 60' | Aťušov (Kovalčuk, Radulov) 5' Afinogenov (Kornějev) 36' Kulikov (Kajgorodov) 47' Arťuchin (Afinogenov, Kajgorodov) 47' Radulov (Kovalčuk, Gorovikov) 57' Zinovjev (Zaripov) 60' |          | 30' Hebar (Gregorc) 43' Goličič (Šivič, M. Hočevar) 48' Goličič (D. Rodman) 52' Pajič (Tavželj) | Rozhodčí: Kurmann Persson |
| 33 min | 33 min | Tresty   | 6 min                                                                                           | Rozhodčí: Kurmann Persson |
| 25 | 25 | Střely   | 35                                                                                              | Rozhodčí: Kurmann Persson |

| 1. května 2011 20:15 SEČ | Slovensko | 3 – 4 (0:0, 0:3, 3:1) | Německo | Orange aréna, Bratislava Návštěvnost: 9 303 |  |

| Report                                                            |                                                                   |          | |                            |
| Jaroslav Halák                                                    | Jaroslav Halák                                                    | Brankáři | Dimitri Pätzold | Rozhodčí: Burchell Lärking |
| Nagy (Bartečko) 46' Stümpel (Nagy, Šatan) 48' Demitra (Hossa) 53' | Nagy (Bartečko) 46' Stümpel (Nagy, Šatan) 48' Demitra (Hossa) 53' |          | 25' Müller (Ullmann, Greilinger) 34' Tripp (Schütz, Mauer) 37' Hördler (Ullmann, Müller) 45' Schütz (Tripp, Lavallée) | Rozhodčí: Burchell Lärking |
| 10 min                                                            | 10 min                                                            | Tresty   | 20 min | Rozhodčí: Burchell Lärking |
| 38                                                                | 38                                                                | Střely   | 29 | Rozhodčí: Burchell Lärking |

| 3. května 2011 16:15 SEČ | Slovinsko | 2 – 3 SN (1:0, 1:1, 0:1 - 0:0) | Německo | Orange aréna, Bratislava Návštěvnost: 8 010 |  |

| Report                                         |                                                |          |                                                                                     |                          |
| Robert Kristan                                 | Robert Kristan                                 | Brankáři | Dennis Endras                                                                       | Rozhodčí: Baluška Olenin |
| Jeglič (Sabolič, Robar) 5' Tičar (Sabolič) 29' | Jeglič (Sabolič, Robar) 5' Tičar (Sabolič) 29' |          | 36' Wolf (Rankel, Hospelt) 46' Schütz (Krueger, Gogulla) rozhodující nájezd Hördler | Rozhodčí: Baluška Olenin |
| 12 min                                         | 12 min                                         | Tresty   | 8 min                                                                               | Rozhodčí: Baluška Olenin |
| 26                                             | 26                                             | Střely   | 61                                                                                  | Rozhodčí: Baluška Olenin |

| 3. května 2011 20:15 SEČ | Rusko | 4 – 3 (2:1, 1:2, 1:0) | Slovensko | Orange aréna, Bratislava Návštěvnost: 9 314 |  |

| Report | |          |                                                                              |                           |
| Jevgenij Nabokov (1.–33.) Konstantin Barulin (33.–60.)                                                               | Jevgenij Nabokov (1.–33.) Konstantin Barulin (33.–60.)                                                               | Brankáři | Jaroslav Halák                                                               | Rozhodčí: Lärking Persson |
| Radulov (Kovalčuk, Ťjutin) 1' Nikulin (Kovalčuk, Ťjutin) 19' Nikulin (Kovalčuk) 39' Morozov (Aťušov, Kajgorodov) 44' | Radulov (Kovalčuk, Ťjutin) 1' Nikulin (Kovalčuk, Ťjutin) 19' Nikulin (Kovalčuk) 39' Morozov (Aťušov, Kajgorodov) 44' |          | 2' Šatan (Nagy, Jurčina) 31' Gáborík (Demitra) 33' Nagy (Majeský, Višňovský) | Rozhodčí: Lärking Persson |
| 8 min | 8 min | Tresty   | 14 min                                                                       | Rozhodčí: Lärking Persson |
| 31 | 31 | Střely   | 32                                                                           | Rozhodčí: Lärking Persson |

### Skupina B (Košice)

#### Tabulka
| P | Tým       | Z | V | VP | PP | P | GV | GI | +/- | B |
| - | --------- | - | - | -- | -- | - | -- | -- | --- | - |
| 1 | Kanada    | 3 | 2 | 1  | 0  | 0 | 17 | 5  | +12 | 8 |
| 2 | Švýcarsko | 3 | 1 | 1  | 1  | 0 | 8  | 5  | +3  | 6 |
| 3 | Francie   | 3 | 0 | 1  | 1  | 1 | 3  | 11 | -8  | 3 |
| 4 | Bělorusko | 3 | 0 | 0  | 1  | 2 | 3  | 10 | -7  | 1 |

#### Zápasy
| 29. dubna 2011 16:15 SEČ | Švýcarsko | 1 – 0 P (0:0, 0:0, 0:0 - 1:0) | Francie | Steel Aréna, Košice Návštěvnost: 2 964 |  |

| Report                   |                |          |                |                         |
| Tobias Stephan           | Tobias Stephan | Brankáři | Cristobal Huet | Rozhodčí: Partanen Rönn |
| Vauclair (Rüthemann) 62' |                |          |                | Rozhodčí: Partanen Rönn |
| 12 min                   | 12 min         | Tresty   | 10 min         | Rozhodčí: Partanen Rönn |
| 35                       | 35             | Střely   | 29             | Rozhodčí: Partanen Rönn |

| 29. dubna 2011 20:15 SEČ | Bělorusko | 1 – 4 (1:1, 0:1, 0:2) | Kanada | Steel Aréna, Košice Návštěvnost: 6 025 |  |

| Report                           |                                  |          | |                           |
| Andrej Mezin                     | Andrej Mezin                     | Brankáři | James Reimer | Rozhodčí: Jeřábek Šindler |
| Stěpanov (Kuljakov, Kitarov) 20' | Stěpanov (Kuljakov, Kitarov) 20' |          | 2' Eberle (E. Kane, Scalzo) 31' Skinner (Tavares) 46' Tavares (Skinner, L. Schenn) 49' Eberle (Phaneuf, Scalzo) | Rozhodčí: Jeřábek Šindler |
| 8 min                            | 8 min                            | Tresty   | 14 min | Rozhodčí: Jeřábek Šindler |
| 22                               | 22                               | Střely   | 39 | Rozhodčí: Jeřábek Šindler |

| 1. května 2011 16:15 SEČ | Kanada | 9 – 1 (3:0, 2:1, 4:0) | Francie | Steel Aréna, Košice Návštěvnost: 4 457 |  |

| Report | |          |                                                  |                         |
| James Reimer (1.–47.) Devan Dubnyk (47.–60.) | James Reimer (1.–47.) Devan Dubnyk (47.–60.) | Brankáři | Cristobal Huet (1.–21.) Fabrice Lhenry (21.–60.) | Rozhodčí: Bulanov Odinš |
| Gragnani (Spezza, Phaneuf) 2' Spezza (Phaneuf) 7' Skinner (Tavares) 13' Stewart (Skinner, Tavares) 37' Pietrangelo 37' Burns (Neal, Nash) 42' Nash 45' Skinner z trestného střílení 55' Zajac (Clutterbuck, Pietrangelo) 58' | Gragnani (Spezza, Phaneuf) 2' Spezza (Phaneuf) 7' Skinner (Tavares) 13' Stewart (Skinner, Tavares) 37' Pietrangelo 37' Burns (Neal, Nash) 42' Nash 45' Skinner z trestného střílení 55' Zajac (Clutterbuck, Pietrangelo) 58' |          | 30' Bellemare (S. Treille, Auvitu)               | Rozhodčí: Bulanov Odinš |
| 10 min | 10 min | Tresty   | 12 min                                           | Rozhodčí: Bulanov Odinš |
| 39 | 39 | Střely   | 33                                               | Rozhodčí: Bulanov Odinš |

| 1. května 2011 20:15 SEČ | Švýcarsko | 4 – 1 (1:0, 3:1, 0:0) | Bělorusko | Steel Aréna, Košice Návštěvnost: 3 193 |  |

| Report | |          |                                       |                             |
| Tobias Stephan | Tobias Stephan | Brankáři | Andrej Mezin                          | Rozhodčí: Ország Piechaczek |
| Gardner (Diaz, Moser) 8' Bezina (Rüthemann, Gardner) 25' Gardner (Gerber, Rüthemann) 28' Rüthemann (Ambühl, du Bois) 31' | Gardner (Diaz, Moser) 8' Bezina (Rüthemann, Gardner) 25' Gardner (Gerber, Rüthemann) 28' Rüthemann (Ambühl, du Bois) 31' |          | 22' Korobjev (Kosťjučjonok, Stěpanov) | Rozhodčí: Ország Piechaczek |
| 8 min | 8 min | Tresty   | 10 min                                | Rozhodčí: Ország Piechaczek |
| 27 | 27 | Střely   | 23                                    | Rozhodčí: Ország Piechaczek |

| 3. května 2011 16:15 SEČ | Kanada | 4 – 3 P (0:1, 2:0, 1:2 - 1:0) | Švýcarsko | Steel Aréna, Košice Návštěvnost: 7 214 |  |

| Report                                                                       |                                                                              |          |                                                                               |                           |
| James Reimer                                                                 | James Reimer                                                                 | Brankáři | Leonardo Genoni                                                               | Rozhodčí: Jeřábek Šindler |
| Eberle (E. Kane) 32' Tavares 37' Stewart (Zajac) 57' Pietrangelo (Zajac) 65' | Eberle (E. Kane) 32' Tavares 37' Stewart (Zajac) 57' Pietrangelo (Zajac) 65' |          | 13' Diaz (Stancescu, Lemm) 49' du Bois (Sbisa, Gardner) 59' Ambühl (Vauclair) | Rozhodčí: Jeřábek Šindler |
| 4 min                                                                        | 4 min                                                                        | Tresty   | 10 min                                                                        | Rozhodčí: Jeřábek Šindler |
| 61                                                                           | 61                                                                           | Střely   | 33                                                                            | Rozhodčí: Jeřábek Šindler |

| 3. května 2011 20:15 SEČ | Francie | 2 – 1 P (1:0, 0:0, 0:1 - 1:0) | Bělorusko | Steel Aréna, Košice Návštěvnost: 3 968 |  |

| Report                                                                              |                                                                                     |          |                                  |                         |
| Cristobal Huet                                                                      | Cristobal Huet                                                                      | Brankáři | Andrej Mezin                     | Rozhodčí: Partanen Rönn |
| S. Treille (Hecquefeuille, Meunier) 13' Hecquefeuille (S. Da Costa, S. Treille) 61' | S. Treille (Hecquefeuille, Meunier) 13' Hecquefeuille (S. Da Costa, S. Treille) 61' |          | 56' Děmagin (Goroško, Michaljov) | Rozhodčí: Partanen Rönn |
| 8 min                                                                               | 8 min                                                                               | Tresty   | 8 min                            | Rozhodčí: Partanen Rönn |
| 35                                                                                  | 35                                                                                  | Střely   | 38                               | Rozhodčí: Partanen Rönn |

### Skupina C (Košice)

#### Tabulka
| P | Tým      | Z | V | VP | PP | P | GV | GI | +/- | B |
| - | -------- | - | - | -- | -- | - | -- | -- | --- | - |
| 1 | Švédsko  | 3 | 2 | 0  | 1  | 0 | 13 | 7  | +6  | 7 |
| 2 | USA      | 3 | 2 | 0  | 0  | 1 | 11 | 9  | +2  | 6 |
| 3 | Norsko   | 3 | 1 | 1  | 0  | 1 | 12 | 8  | +4  | 5 |
| 4 | Rakousko | 3 | 0 | 0  | 0  | 3 | 1  | 13 | -12 | 0 |

#### Zápasy
| 30. dubna 2011 16:15 SEČ | USA | 5 – 1 (2:0, 1:1, 2:0) | Rakousko | Steel Aréna, Košice Návštěvnost: 4 495 |  |

| Report | |          |                                |                         |
| Al Montoya | Al Montoya | Brankáři | Jürgen Penker                  | Rozhodčí: Odinš Bulanov |
| Kreider (Fayne, Stepan) 15' Wheeler (Stepan) 18' Y. Stastny (Wilson, Fowler) 39' Shattenkirk (Palmieri, Shannon) 43' Smith (Johnson) 57' | Kreider (Fayne, Stepan) 15' Wheeler (Stepan) 18' Y. Stastny (Wilson, Fowler) 39' Shattenkirk (Palmieri, Shannon) 43' Smith (Johnson) 57' |          | 34' Pewal (T. Raffl, M. Raffl) | Rozhodčí: Odinš Bulanov |
| 10 min | 10 min | Tresty   | 6 min                          | Rozhodčí: Odinš Bulanov |
| 32 | 32 | Střely   | 13                             | Rozhodčí: Odinš Bulanov |

| 30. dubna 2011 20:15 SEČ | Norsko | 5 – 4 SN (1:3, 2:0, 1:1, 0:0) | Švédsko | Steel Aréna, Košice Návštěvnost: 5 147 |  |

| Report | |          | |                             |
| Lars Haugen | Lars Haugen | Brankáři | Erik Ersberg                                                                                                  | Rozhodčí: Ország Piechaczek |
| Røymark (Hansen, Ask) 9' Ask (Olimb) 22' Holtet (Bastiansen, Skrøder) 34' Bastiansen (Olimb, Spets) 56' rozhodující nájezd Skrøder | Røymark (Hansen, Ask) 9' Ask (Olimb) 22' Holtet (Bastiansen, Skrøder) 34' Bastiansen (Olimb, Spets) 56' rozhodující nájezd Skrøder |          | 7' Eriksson (R. Nilsson) 12' Berglund (Thörnberg) 16' Berglund (Petrasek, Pääjärvi) 50' Eriksson (R. Nilsson) | Rozhodčí: Ország Piechaczek |
| 18 min | 18 min | Tresty   | 12 min | Rozhodčí: Ország Piechaczek |
| 20 | 20 | Střely   | 46 | Rozhodčí: Ország Piechaczek |

| 2. května 2011 16:15 SEČ | USA | 4 – 2 (0:2, 0:0, 4:0) | Norsko | Steel Aréna, Košice Návštěvnost: 4 149 |  |

| Report | |          |                                        |                        |
| Al Montoya | Al Montoya | Brankáři | Lars Haugen                            | Rozhodčí: Jeřábek Rönn |
| Palmieri (Kreider, Shannon) 42' Skille (Stapleton, McDonagh) 45' Palmieri (Shannon, Shattenkirk) 54' Smith (Stepan, Johnson) 59' | Palmieri (Kreider, Shannon) 42' Skille (Stapleton, McDonagh) 45' Palmieri (Shannon, Shattenkirk) 54' Smith (Stepan, Johnson) 59' |          | 9' K. A. Olimb (Holtet) 10' Bastiansen | Rozhodčí: Jeřábek Rönn |
| 10 min | 10 min | Tresty   | 14 min                                 | Rozhodčí: Jeřábek Rönn |
| 49 | 49 | Střely   | 15                                     | Rozhodčí: Jeřábek Rönn |

| 2. května 2011 20:15 SEČ | Švédsko | 3 – 0 (1:0, 1:0, 1:0) | Rakousko | Steel Aréna, Košice Návštěvnost: 3 704 |  |

| Report                                                                                           |              |          |                  |                            |
| Viktor Fasth                                                                                     | Viktor Fasth | Brankáři | Fabian Weinhandl | Rozhodčí: Partanen Šindler |
| Persson (Eriksson, Nilsson) 20' Persson (Petrasek, Nilsson) 26' Pääjärvi-Svensson (Petrasek) 43' |              |          |                  | Rozhodčí: Partanen Šindler |
| 6 min                                                                                            | 6 min        | Tresty   | 12 min           | Rozhodčí: Partanen Šindler |
| 38                                                                                               | 38           | Střely   | 23               | Rozhodčí: Partanen Šindler |

| 4. května 2011 16:15 SEČ | Rakousko | 0 – 5 (0:3, 0:1, 0:1) | Norsko | Steel Aréna, Košice Návštěvnost: 4 355 |  |

| Report        |               |          | |                                          |
| Jürgen Penker | Jürgen Penker | Brankáři | Lars Haugen | Rozhodčí: Eduard Odins Daniel Piechaczek |
|               |               |          | 7' E. Koivu (Bastiansen, M. Olimb) 10' M. Olimb (Spets, Bastiansen) 11' Holøs (Skrøder, M. Olimb) 40' Spets (Bastiansen, M. Olimb) 50' Bastiansen (M. Olimb, Skrøder) | Rozhodčí: Eduard Odins Daniel Piechaczek |
| 39 min        | 39 min        | Tresty   | 8 min | Rozhodčí: Eduard Odins Daniel Piechaczek |
| 25            | 25            | Střely   | 27 | Rozhodčí: Eduard Odins Daniel Piechaczek |

| 4. května 2011 20:15 SEČ | Švédsko | 6 – 2 (1:1, 3:0, 2:1) | USA | Steel Aréna, Košice Návštěvnost: 7 401 |  |

| Report | |          |                                                |                          |
| Viktor Fasth | Viktor Fasth | Brankáři | Al Montoya                                     | Rozhodčí: Bulanov Ország |
| Berglund (Erixon) 18' Krüger (Tedenby) 24' Sjögren (Ericsson) 31' Berglund (Thörnberg, Pääjärvi-Svensson) 36' Ericsson (Kronwall, Sjögren) 57' Petrasek (Sjögren) 59' | Berglund (Erixon) 18' Krüger (Tedenby) 24' Sjögren (Ericsson) 31' Berglund (Thörnberg, Pääjärvi-Svensson) 36' Ericsson (Kronwall, Sjögren) 57' Petrasek (Sjögren) 59' |          | 19' Fowler (Stepan, Smith) 51' Wheeler (Smith) | Rozhodčí: Bulanov Ország |
| 12 min | 12 min | Tresty   | 4 min                                          | Rozhodčí: Bulanov Ország |
| 30 | 30 | Střely   | 32                                             | Rozhodčí: Bulanov Ország |

### Skupina D (Bratislava)

#### Tabulka
| P | Tým      | Z | V | VP | PP | P | GV | GI | +/- | B |
| - | -------- | - | - | -- | -- | - | -- | -- | --- | - |
| 1 | Česko    | 3 | 3 | 0  | 0  | 0 | 12 | 3  | +9  | 9 |
| 2 | Finsko   | 3 | 1 | 1  | 0  | 1 | 9  | 5  | +4  | 5 |
| 3 | Dánsko   | 3 | 0 | 1  | 0  | 2 | 4  | 13 | -9  | 2 |
| 4 | Lotyšsko | 3 | 0 | 0  | 2  | 1 | 6  | 10 | -4  | 2 |

#### Zápasy
| 30. dubna 2011 16:15 SEČ | Finsko | 5 – 1 (0:0, 2:0, 3:1) | Dánsko | Orange aréna, Bratislava Návštěvnost: 9 125 |  |

| Report | |          |                             |                          |
| Petri Vehanen | Petri Vehanen | Brankáři | Frederik Andersen           | Rozhodčí: Olenin Baluška |
| Immonen (Välivaara) 24' Aaltonen (M. Koivu, Lepistö) 37' Pihlström (Pyörälä, Nokelainen) 43' Niskala (Puistola, Granlund) 53' T. Ruutu (Aaltonen) 55' | Immonen (Välivaara) 24' Aaltonen (M. Koivu, Lepistö) 37' Pihlström (Pyörälä, Nokelainen) 43' Niskala (Puistola, Granlund) 53' T. Ruutu (Aaltonen) 55' |          | 48' Hardt (Jakobsen, Green) | Rozhodčí: Olenin Baluška |
| 4 min | 4 min | Tresty   | 10 min                      | Rozhodčí: Olenin Baluška |
| 44 | 44 | Střely   | 9                           | Rozhodčí: Olenin Baluška |

| 30. dubna 2011 20:15 SEČ | Česko | 4 – 2 (1:1, 1:1, 2:0) | Lotyšsko | Orange aréna, Bratislava Návštěvnost: 9 219 |  |

| Report                                                                                     |                                                                                            |          |                                                              |                           |
| Ondřej Pavelec                                                                             | Ondřej Pavelec                                                                             | Brankáři | Edgars Masaļskis                                             | Rozhodčí: Lärking Persson |
| Rolinek (Voráček, Škoula) 18' Eliáš (Havlát, Michálek) 33' Havlát (Eliáš) 42' Červenka 59' | Rolinek (Voráček, Škoula) 18' Eliáš (Havlát, Michálek) 33' Havlát (Eliáš) 42' Červenka 59' |          | 10' Dārziņš (Rēdlihs, Sotnieks) 22' Bukarts (Bērziņš, Meija) | Rozhodčí: Lärking Persson |
| 14 min                                                                                     | 14 min                                                                                     | Tresty   | 20 min                                                       | Rozhodčí: Lärking Persson |
| 34                                                                                         | 34                                                                                         | Střely   | 24                                                           | Rozhodčí: Lärking Persson |

| 2. května 2011 16:15 SEČ | Česko | 6 – 0 (1:0, 4:0, 1:0) | Dánsko | Orange aréna, Bratislava Návštěvnost: 9 200 |  |

| Report |                |          |                   |                         |
| Ondřej Pavelec | Ondřej Pavelec | Brankáři | Patrick Galbraith | Rozhodčí: Olenin Reiber |
| Frolík (Hubáček, Z. Michálek) 3' M. Michálek (Židlický) 32' M. Michálek (Havlát, Eliáš) 34' Frolík (Čáslava, Novotný) 35' Plekanec (Červenka) 35' Průcha (Frolík) 57' |                |          |                   | Rozhodčí: Olenin Reiber |
| 12 min | 12 min         | Tresty   | 4 min             | Rozhodčí: Olenin Reiber |
| 35 | 35             | Střely   | 24                | Rozhodčí: Olenin Reiber |

| 2. května 2011 20:15 SEČ | Lotyšsko | 2 – 3 SN (0:1, 1:0, 1:1) | Finsko | Orange aréna, Bratislava Návštěvnost: 9 210 |  |

| Report                                                               |                                                                      |          |                                                                                                 |                          |
| Edgars Masaļskis                                                     | Edgars Masaļskis                                                     | Brankáři | Teemu Lassila                                                                                   | Rozhodčí: Sterns Kurmann |
| K. Rēdlihs (M. Rēdlihs, Džeriņš) 34' Vasiļjevs (Cipulis, Pujacs) 43' | K. Rēdlihs (M. Rēdlihs, Džeriņš) 34' Vasiļjevs (Cipulis, Pujacs) 43' |          | 14' Immonen (Välivaara, Granlund) 53' N. Kapanen (Immonen, Granlund) rozhodující nájezd Immonen | Rozhodčí: Sterns Kurmann |
| 10 min                                                               | 10 min                                                               | Tresty   | 10 min                                                                                          | Rozhodčí: Sterns Kurmann |
| 25                                                                   | 25                                                                   | Střely   | 34                                                                                              | Rozhodčí: Sterns Kurmann |

| 4. května 2011 16:15 SEČ | Dánsko | 3 – 2 SN (1:0, 2:1, 0:0) | Lotyšsko | Orange aréna, Bratislava Návštěvnost: 8 870 |  |

| Report | |          |                                                                         |                                           |
| Frederik Andersen                                                                                              | Frederik Andersen                                                                                              | Brankáři | Edgars Masaļskis                                                        | Rozhodčí: Vladimír Baluska Darcy Burchell |
| Christensen (Jakobsen, Mads Bødker) 2' Christensen (D. Nielsen, Hardt) 29' rozhodující sam. nájezd Christensen | Christensen (Jakobsen, Mads Bødker) 2' Christensen (D. Nielsen, Hardt) 29' rozhodující sam. nájezd Christensen |          | 24' Cipulis (Cibuļskis, Ņiživijs) 36' J. Rēdlihs (Ņiživijs, M. Rēdlihs) | Rozhodčí: Vladimír Baluska Darcy Burchell |
| 12 min | 12 min | Tresty   | 14 min                                                                  | Rozhodčí: Vladimír Baluska Darcy Burchell |
| 29 | 29 | Střely   | 39                                                                      | Rozhodčí: Vladimír Baluska Darcy Burchell |

| 4. května 2011 20:15 SEČ | Finsko | 1 – 2 (0:0, 0:1, 1:1) | Česko | Orange aréna, Bratislava Návštěvnost: 9 310 |  |

| Report                            |                                   |          |                                                                       |                        |
| Petri Vehanen                     | Petri Vehanen                     | Brankáři | Ondřej Pavelec                                                        | Rozhodčí: Reiber Stern |
| Salmela (Pesonen, N. Kapanen) 60' | Salmela (Pesonen, N. Kapanen) 60' |          | 25' M. Michálek (Židlický, Z. Michálek) 43' Jágr (Červenka, Krajíček) | Rozhodčí: Reiber Stern |
| 16 min                            | 16 min                            | Tresty   | 24 min                                                                | Rozhodčí: Reiber Stern |
| 32                                | 32                                | Střely   | 25                                                                    | Rozhodčí: Reiber Stern |

## Osmifinále

### Skupina E

#### Tabulka
| P | Tým       | Z | V | VP | PP | P | GV | GI | +/- | B  |
| - | --------- | - | - | -- | -- | - | -- | -- | --- | -- |
| 1 | Česko     | 5 | 5 | 0  | 0  | 0 | 19 | 7  | +12 | 15 |
| 2 | Finsko    | 5 | 2 | 2  | 0  | 1 | 16 | 10 | +6  | 10 |
| 3 | Německo   | 5 | 2 | 0  | 2  | 1 | 15 | 17 | -2  | 8  |
| 4 | Rusko     | 5 | 2 | 0  | 1  | 2 | 12 | 14 | -2  | 7  |
| 5 | Slovensko | 5 | 1 | 0  | 0  | 4 | 13 | 14 | -1  | 3  |
| 6 | Dánsko    | 5 | 0 | 1  | 0  | 4 | 9  | 22 | -13 | 2  |

#### Zápasy
| 5. května 2011 20:15 SEČ | Rusko | 4 – 3 (1:2, 2:0, 1:1) | Dánsko | Orange aréna, Bratislava Návštěvnost: 9 204 |  |

| Report | |          |                                                             |                           |
| Jevgenij Nabokov (1.–39.) Konstantin Barulin (39.–60.)                                                                          | Jevgenij Nabokov (1.–39.) Konstantin Barulin (39.–60.)                                                                          | Brankáři | Frederik Andersen                                           | Rozhodčí: Baluška Perrson |
| Zinoviev (Nikulin, Zaripov) 9' Zinovjev (Morozov, Zaripov) 30' Zinovjev (Zaripov, Morozov) 34' Arťuchin (Kornějev, Kalinin) 45' | Zinoviev (Nikulin, Zaripov) 9' Zinovjev (Morozov, Zaripov) 30' Zinovjev (Zaripov, Morozov) 34' Arťuchin (Kornějev, Kalinin) 45' |          | 11' Hardt (Starkov) 19' Bodker (Hersby) 47' Hardt (Starkov) | Rozhodčí: Baluška Perrson |
| 14 min | 14 min | Tresty   | 6 min                                                       | Rozhodčí: Baluška Perrson |
| 40 | 40 | Střely   | 22                                                          | Rozhodčí: Baluška Perrson |

| 6. května 2011 16:15 SEČ | Německo | 4 – 5 SN (1:1, 3:2, 0:1) | Finsko | Orange aréna, Bratislava Návštěvnost: 9 255 |  |

| Report | |          | |                         |
| Dennis Endras                                                                                                 | Dennis Endras                                                                                                 | Brankáři | Teemu Lassila (1.–39.) Petri Vehanen (39.–65.)                                                                                  | Rozhodčí: Olenin Reiber |
| Rankel (Wolf, Hospelt) 14' Schütz (Gogulla, Mauer) 26' Hospelt (Lavallée, Goc) 27' Reimer (Braun, Müller) 39' | Rankel (Wolf, Hospelt) 14' Schütz (Gogulla, Mauer) 26' Hospelt (Lavallée, Goc) 27' Reimer (Braun, Müller) 39' |          | 1' T. Ruutu (M. Koivu, Lepistö) 31' Pesonen (Granlund, Puistola) 38' Immonen (Pesonen, Niskala) 54' T. Ruutu (Pesonen, Lepistö) | Rozhodčí: Olenin Reiber |
| 8 min | 8 min | Tresty   | 6 min | Rozhodčí: Olenin Reiber |
| 45 | 45 | Střely   | 17 | Rozhodčí: Olenin Reiber |

| 6. května 2011 20:15 SEČ | Česko | 3 – 2 (1:0, 0:1, 2:1) | Slovensko | Orange aréna, Bratislava Návštěvnost: 9 313 |  |

| Report                                                            |                                                                   |          |                                                               |                            |
| Ondřej Pavelec                                                    | Ondřej Pavelec                                                    | Brankáři | Jaroslav Halák                                                | Rozhodčí: Burchell Kurmann |
| Židlický (Eliáš, Marek) 18' Havlát (Eliáš) 42' Eliáš (Havlát) 45' | Židlický (Eliáš, Marek) 18' Havlát (Eliáš) 42' Eliáš (Havlát) 45' |          | 23' Nagy (Višňovský, Stümpel) 58' Surový (Radivojevič, Cibák) | Rozhodčí: Burchell Kurmann |
| 6 min                                                             | 6 min                                                             | Tresty   | 4 min                                                         | Rozhodčí: Burchell Kurmann |
| 37                                                                | 37                                                                | Střely   | 22                                                            | Rozhodčí: Burchell Kurmann |

| 7. května 2011 16:15 SEČ | Dánsko | 4 – 3 SN (1:1, 1:1, 1:1) | Německo | Orange aréna, Bratislava Návštěvnost: 9 299 |  |

| Report | |          |                                                                             |                            |
| Frederik Andersen | Frederik Andersen | Brankáři | Dennis Endras                                                               | Rozhodčí: Baluška Burchell |
| Mads Bødker (Christensen, Jakobsen) 9' Mikkel Boedker 22' Hardt (Green, Madsen) 58' rozhodující nájezd Mikkel Boedker | Mads Bødker (Christensen, Jakobsen) 9' Mikkel Boedker 22' Hardt (Green, Madsen) 58' rozhodující nájezd Mikkel Boedker |          | 11' Tripp (Müller, Ullmann) 23' Barta (Kink) 42' Lavallée (Hördler, Müller) | Rozhodčí: Baluška Burchell |
| 12 min | 12 min | Tresty   | 8 min                                                                       | Rozhodčí: Baluška Burchell |
| 22 | 22 | Střely   | 33                                                                          | Rozhodčí: Baluška Burchell |

| 7. května 2011 20:15 SEČ | Finsko | 2 – 1 (0:1, 0:0, 2:0) | Slovensko | Orange aréna, Bratislava Návštěvnost: 9 321 |  |

| Report                                                  |                                                         |          |                                |                          |
| Petri Vehanen                                           | Petri Vehanen                                           | Brankáři | Jaroslav Halák                 | Rozhodčí: Kurmann Reiber |
| T. Ruutu (M. Koivu) 48' T. Ruutu (Salmela, Pyörälä) 51' | T. Ruutu (M. Koivu) 48' T. Ruutu (Salmela, Pyörälä) 51' |          | 17' Gáborík (Handzuš, Demitra) | Rozhodčí: Kurmann Reiber |
| 8 min                                                   | 8 min                                                   | Tresty   | 6 min                          | Rozhodčí: Kurmann Reiber |
| 35                                                      | 35                                                      | Střely   | 28                             | Rozhodčí: Kurmann Reiber |

| 8. května 2011 16:15 SEČ | Česko | 3 – 2 (2:0, 0:1, 1:1) | Rusko | Orange aréna, Bratislava Návštěvnost: 9 308 |  |

| Report                                                                           |                                                                                  |          |                                                        |                         |
| Ondřej Pavelec                                                                   | Ondřej Pavelec                                                                   | Brankáři | Konstantin Barulin                                     | Rozhodčí: Sterns Reiber |
| Voráček (Rolinek, Škoula) 15' Jágr (Plekanec) 16' Plekanec z trest. střílení 44' | Voráček (Rolinek, Škoula) 15' Jágr (Plekanec) 16' Plekanec z trest. střílení 44' |          | 32' Těreščenko (Aťušov, Radulov) 56' Zaripov (Kalinin) | Rozhodčí: Sterns Reiber |
| 8 min                                                                            | 8 min                                                                            | Tresty   | 16 min                                                 | Rozhodčí: Sterns Reiber |
| 33                                                                               | 33                                                                               | Střely   | 26                                                     | Rozhodčí: Sterns Reiber |

| 9. května 2011 12:15 SEČ | Slovensko | 4 – 1 (2:1, 0:0, 2:0) | Dánsko | Orange aréna, Bratislava Návštěvnost: 9 307 |  |

| Report | |          |                                          |                         |
| Jaroslav Halák | Jaroslav Halák | Brankáři | Patrick Galbraith                        | Rozhodčí: Olenin Sterns |
| Stümpel (Jurčina, Šatan) 11' Šatan (Ružička, Majeský) 16' Marián Hossa (Gáborík, Halák) 41' Zedník (Handzuš, Graňák) 51' | Stümpel (Jurčina, Šatan) 11' Šatan (Ružička, Majeský) 16' Marián Hossa (Gáborík, Halák) 41' Zedník (Handzuš, Graňák) 51' |          | 5' Christensen (Mikkel Bødker, Jakobsen) | Rozhodčí: Olenin Sterns |
| 16 min | 16 min | Tresty   | 10 min                                   | Rozhodčí: Olenin Sterns |
| 43 | 43 | Střely   | 18                                       | Rozhodčí: Olenin Sterns |

| 9. května 2011 16:15 SEČ | Rusko | 2 – 3 SN (2:0, 0:2, 0:0 - 0:0) | Finsko | Orange aréna, Bratislava Návštěvnost: 9 292 |  |

| Report                                                           |                                                                  |          |                                                                          |                           |
| Konstantin Barulin                                               | Konstantin Barulin                                               | Brankáři | Petri Vehanen (1.–5.) Teemu Lassila (5.–65.)                             | Rozhodčí: Kurmann Lärking |
| Kuljomin (Kulikov, Arťuchin) 5' I. Nikulin (Zaripov, Morozov) 5' | Kuljomin (Kulikov, Arťuchin) 5' I. Nikulin (Zaripov, Morozov) 5' |          | 27' M. Koivu (Puistola) 37' Niskala (Immonen) rozhodující nájezd Immonen | Rozhodčí: Kurmann Lärking |
| 12 min                                                           | 12 min                                                           | Tresty   | 12 min                                                                   | Rozhodčí: Kurmann Lärking |
| 35                                                               | 35                                                               | Střely   | 32                                                                       | Rozhodčí: Kurmann Lärking |

| 9. května 2011 20:15 SEČ | Německo | 2 – 5 (1:2, 0:3, 1:0) | Česko | Orange aréna, Bratislava Návštěvnost: 9 305 |  |

| Report                                                        |                                                               |          | |                           |
| Dennis Endras                                                 | Dennis Endras                                                 | Brankáři | Jakub Štěpánek | Rozhodčí: Baluška Persson |
| Tripp (Lavallée, Hördler) 2' Greilinger (Barta, Kreutzer) 59' | Tripp (Lavallée, Hördler) 2' Greilinger (Barta, Kreutzer) 59' |          | 1' Plekanec (Jágr) 11' Frolík (Novotný, Hubáček) 23' K. Rachůnek (Jágr, Červenka) 36' Plekanec (Jágr, Červenka) 37' Eliáš (Průcha, Havlát) | Rozhodčí: Baluška Persson |
| 10 min                                                        | 10 min                                                        | Tresty   | 8 min | Rozhodčí: Baluška Persson |
| 42                                                            | 42                                                            | Střely   | 22 | Rozhodčí: Baluška Persson |

### Skupina F

#### Tabulka
| P | Tým       | Z | V | VP | PP | P | GV | GI | +/- | B  |
| - | --------- | - | - | -- | -- | - | -- | -- | --- | -- |
| 1 | Kanada    | 5 | 3 | 2  | 0  | 0 | 23 | 11 | +12 | 13 |
| 2 | Švédsko   | 5 | 3 | 0  | 1  | 1 | 18 | 10 | +8  | 10 |
| 3 | Norsko    | 5 | 2 | 1  | 0  | 2 | 17 | 15 | +2  | 8  |
| 4 | USA       | 5 | 2 | 0  | 1  | 2 | 15 | 19 | -4  | 7  |
| 5 | Švýcarsko | 5 | 1 | 1  | 1  | 2 | 11 | 12 | -1  | 6  |
| 6 | Francie   | 5 | 0 | 0  | 1  | 4 | 5  | 22 | -17 | 1  |

#### Zápasy
| 5. května 2011 20:15 SEČ | Švýcarsko | 2 – 3 (0:2, 1:0, 1:1) | Norsko | Steel Aréna, Košice Návštěvnost: 2 820 |  |

| Report                                            |                                                   |          |                                                                                    |                                      |
| Tobias Stephan                                    | Tobias Stephan                                    | Brankáři | Lars Haugen                                                                        | Rozhodčí: Eduards Odinš Peter Ország |
| Monnet (Sprunger, Seger) 29' Diaz (Rüthemann) 48' | Monnet (Sprunger, Seger) 29' Diaz (Rüthemann) 48' |          | 9' Holøs (Bonsaksen, M. Olimb) 20' Skrøder (Holøs, M. Olimb) 43' Forsberg (Holtet) | Rozhodčí: Eduards Odinš Peter Ország |
| 8 min                                             | 8 min                                             | Tresty   | 14 min                                                                             | Rozhodčí: Eduards Odinš Peter Ország |
| 41                                                | 41                                                | Střely   | 25                                                                                 | Rozhodčí: Eduards Odinš Peter Ország |

| 6. května 2011 16:15 SEČ | Kanada | 4 – 3 SN (0:0, 1:2, 2:1 - 0:0) | USA | Steel Aréna, Košice Návštěvnost: 7 485 |  |

| Report | |          |                                                                                  |                               |
| James Reimer | James Reimer | Brankáři | Ty Conklin                                                                       | Rozhodčí: Partanen Piechaczek |
| Burns (Pietrangelo) 28' Tavares (Stewart, Gragnani) 44' Spezza (Tavares, Burns) 46' rozhodující sam. nájezd Eberle | Burns (Pietrangelo) 28' Tavares (Stewart, Gragnani) 44' Spezza (Tavares, Burns) 46' rozhodující sam. nájezd Eberle |          | 25' Komisarek (Smith) 34' J. Johnson (Wheeler, Y. Stastny) 52' Stephan (Wheeler) | Rozhodčí: Partanen Piechaczek |
| 8 min | 8 min | Tresty   | 14 min                                                                           | Rozhodčí: Partanen Piechaczek |
| 52 | 52 | Střely   | 20                                                                               | Rozhodčí: Partanen Piechaczek |

| 6. května 2011 20:15 SEČ | Švédsko | 4 – 0 (3:0, 0:0, 1:0) | Francie | Steel Aréna, Košice Návštěvnost: 4 761 |  |

| Report |              |          |                                                  |                        |
| Viktor Fasth | Viktor Fasth | Brankáři | Cristobal Huet (1.–20.) Fabrice Lhenry (21.–60.) | Rozhodčí: Rönn Šindler |
| Nilsson (Fernholm, Erixon) 5' Ekman-Larsson (S. Kronwall) 14' Berglund (Pääjärvi-Svensson, Gunnarsson) 16' S. Kronwall (Ekman-Larsson, Backlund) 46' |              |          |                                                  | Rozhodčí: Rönn Šindler |
| 10 min | 10 min       | Tresty   | 22 min                                           | Rozhodčí: Rönn Šindler |
| 58 | 58           | Střely   | 29                                               | Rozhodčí: Rönn Šindler |

| 7. května 2011 16:15 SEČ | Norsko | 2 – 3 (0:1, 0:1, 2:1) | Kanada | Steel Aréna, Košice Návštěvnost: 4 978 |  |

| Report                                           |                                                  |          |                                                             |                        |
| Lars Haugen                                      | Lars Haugen                                      | Brankáři | Jonathan Bernier                                            | Rozhodčí: Rönn Šindler |
| K. A. Olimb (Røymark) 52' Holtet (Tollefsen) 53' | K. A. Olimb (Røymark) 52' Holtet (Tollefsen) 53' |          | 16' Spezza (Nash, Neal) 31' Tavares 50' Neal (Nash, Spezza) | Rozhodčí: Rönn Šindler |
| 6 min                                            | 6 min                                            | Tresty   | 14 min                                                      | Rozhodčí: Rönn Šindler |
| 27                                               | 27                                               | Střely   | 43                                                          | Rozhodčí: Rönn Šindler |

| 7. května 2011 20:15 SEČ | USA | 3 – 2 (1:1, 2:0, 0:1) | Francie | Steel Aréna, Košice Návštěvnost: 3 101 |  |

| Report                                                                |                                                                       |          |                                           |                        |
| Ty Conklin                                                            | Ty Conklin                                                            | Brankáři | Cristobal Huet                            | Rozhodčí: Odinš Ország |
| Stepan (Wheeler) 17' Stuart (Porter, Gaustad) 22' Kreider (Miele) 26' | Stepan (Wheeler) 17' Stuart (Porter, Gaustad) 22' Kreider (Miele) 26' |          | 6' S. Treille 56' Meunier (Hecquefeuille) | Rozhodčí: Odinš Ország |
| 20 min                                                                | 20 min                                                                | Tresty   | 22 min                                    | Rozhodčí: Odinš Ország |
| 38                                                                    | 38                                                                    | Střely   | 22                                        | Rozhodčí: Odinš Ország |

| 8. května 2011 16:15 SEČ | Švédsko | 2 – 0 (0:0, 0:0, 2:0) | Švýcarsko | Steel Aréna, Košice Návštěvnost: 5 941 |  |

| Report                                  |              |          |                 |                         |
| Viktor Fasth                            | Viktor Fasth | Brankáři | Leonardo Genoni | Rozhodčí: Bulanov Odinš |
| Backlund (S. Kronwall) 48' Backlund 60' |              |          |                 | Rozhodčí: Bulanov Odinš |
| 10 min                                  | 10 min       | Tresty   | 14 min          | Rozhodčí: Bulanov Odinš |
| 34                                      | 34           | Střely   | 31              | Rozhodčí: Bulanov Odinš |

| 9. května 2011 12:15 SEČ | Francie | 2 – 5 (1:3, 1:1, 0:1) | Norsko | Steel Aréna, Košice Návštěvnost: 3 178 |  |

| Report                                                               |                                                                      |          | |                           |
| Cristobal Huet                                                       | Cristobal Huet                                                       | Brankáři | Lars Haugen | Rozhodčí: Bulanov Jeřábek |
| Fleury (Raux, Desrosiers) 11' Meunier (Hecquefeuille, Bellemare) 32' | Fleury (Raux, Desrosiers) 11' Meunier (Hecquefeuille, Bellemare) 32' |          | 4' Skrøder (Røymark, Ask) 4' Holtet (K. A. Olimb, Holøs) 18' Holtet 36' Holtet (Skrøder, Holøs) 53' Holtet (Bonsaksen) | Rozhodčí: Bulanov Jeřábek |
| 32 min                                                               | 32 min                                                               | Tresty   | 8 min | Rozhodčí: Bulanov Jeřábek |
| 19                                                                   | 19                                                                   | Střely   | 37 | Rozhodčí: Bulanov Jeřábek |

| 9. května 2011 16:15 SEČ | Švýcarsko | 5 – 3 (2:1, 2:1, 1:1) | USA | Steel Aréna, Košice Návštěvnost: 4 939 |  |

| Report | |          |                                                                                       |                        |
| Tobias Stephan | Tobias Stephan | Brankáři | Ty Conklin (1.–31.) Al Montoya (31.–60.)                                              | Rozhodčí: Rönn Šindler |
| Lötscher (Trachsler, Moser) 12' Diaz (Plüss, Rüthemann) 15' Rüthemann (Bieber, Plüss) 22' Lötscher 31' Gardner (Plüss, Trachsler) 60' | Lötscher (Trachsler, Moser) 12' Diaz (Plüss, Rüthemann) 15' Rüthemann (Bieber, Plüss) 22' Lötscher 31' Gardner (Plüss, Trachsler) 60' |          | 12' Smith (Wilson, Shattenkirk) 27' Shannon (Miele) 59' van Riemsdyk (Fowler, Stepan) | Rozhodčí: Rönn Šindler |
| 6 min | 6 min | Tresty   | 4 min                                                                                 | Rozhodčí: Rönn Šindler |
| 29 | 29 | Střely   | 34                                                                                    | Rozhodčí: Rönn Šindler |

| 9. května 2011 20:15 SEČ | Kanada | 3 – 2 (2:1, 0:1, 1:0) | Švédsko | Steel Aréna, Košice Návštěvnost: 7 633 |  |

| Report                                                                 |                                                                        |          |                                                            |                               |
| Jonathan Bernier                                                       | Jonathan Bernier                                                       | Brankáři | Erik Ersberg                                               | Rozhodčí: Partanen Piechaczek |
| Neal (Spezza) 2' Tavares (Skinner, Stewart) 14' Nash (Burns, Neal) 53' | Neal (Spezza) 2' Tavares (Skinner, Stewart) 14' Nash (Burns, Neal) 53' |          | 4' Petrasek (Gunnarsson) 31' Tedenby (Silfverberg, Krüger) | Rozhodčí: Partanen Piechaczek |
| 14 min                                                                 | 14 min                                                                 | Tresty   | 16 min                                                     | Rozhodčí: Partanen Piechaczek |
| 43                                                                     | 43                                                                     | Střely   | 25                                                         | Rozhodčí: Partanen Piechaczek |

## Skupina o udržení

### Tabulka
| P  | Tým       | Z | V | VP | PP | P | GV | GI | +/- | B |
| -- | --------- | - | - | -- | -- | - | -- | -- | --- | - |
| 13 | Lotyšsko  | 3 | 2 | 0  | 0  | 1 | 12 | 9  | +3  | 6 |
| 14 | Bělorusko | 3 | 2 | 0  | 0  | 1 | 17 | 9  | +8  | 6 |
| 15 | Rakousko  | 3 | 1 | 0  | 0  | 2 | 6  | 13 | -7  | 3 |
| 16 | Slovinsko | 3 | 1 | 0  | 0  | 2 | 8  | 12 | -4  | 3 |

|  | Tým kvalifikovaný pro Mistrovství světa v ledním hokeji 2012         |
|  | Tým sestupující do Mistrovství světa v ledním hokeji 2012 (Divize I) |

### Zápasy
| 5. května 2011 16:15 SEČ | Slovinsko | 5 – 2 (0:0, 3:0, 2:2) | Lotyšsko | Orange aréna, Bratislava Návštěvnost: 7 467 |  |

| Report | |          |                                                                   |                          |
| Robert Kristan | Robert Kristan | Brankáři | Edgars Masaļskis (1.–42.) Mārtiņš Raitums (42.–60.)               | Rozhodčí: Lärking Sterns |
| Tičar (Jeglič, Robar) 28' Razingar (M. Rodman, D. Rodman) 34' Razingar (M. Rodman, D. Rodman) 40' Tičar (Sabolič) 41' Pajič (Goličič) 42' | Tičar (Jeglič, Robar) 28' Razingar (M. Rodman, D. Rodman) 34' Razingar (M. Rodman, D. Rodman) 40' Tičar (Sabolič) 41' Pajič (Goličič) 42' |          | 52' Cipulis (J. Rēdlihs, Andersons) 60' Bukarts (Sotnieks, Meija) | Rozhodčí: Lärking Sterns |
| 12 min | 12 min | Tresty   | 37 min                                                            | Rozhodčí: Lärking Sterns |
| 35 | 35 | Střely   | 31                                                                | Rozhodčí: Lärking Sterns |

| 5. května 2011 16:15 SEČ | Bělorusko | 7 – 2 (3:0, 2:0, 2:2) | Rakousko | Steel Aréna, Košice Návštěvnost: 4 483 |  |

| Report | |          |                                                           |                           |
| Andrej Mezin | Andrej Mezin | Brankáři | Jürgen Penker                                             | Rozhodčí: Bulanov Jeřábek |
| Kovyršin (A. Kosticyn, Kulakov) 5' Grabovskij (Meleško, Stasenko) 18' A. Kosticyn (Kulakov, Kovyršin) 19' Děmkov 31' Děmagin 33' Korobov (A. Kosticyn, Stěpanov) 43' Kulakov (Kovyršin) 52' | Kovyršin (A. Kosticyn, Kulakov) 5' Grabovskij (Meleško, Stasenko) 18' A. Kosticyn (Kulakov, Kovyršin) 19' Děmkov 31' Děmagin 33' Korobov (A. Kosticyn, Stěpanov) 43' Kulakov (Kovyršin) 52' |          | 41' Setzinger (Werenka, Koch) 54' Schiechl (Hundertpfund) | Rozhodčí: Bulanov Jeřábek |
| 12 min | 12 min | Tresty   | 18 min                                                    | Rozhodčí: Bulanov Jeřábek |
| 30 | 30 | Střely   | 21                                                        | Rozhodčí: Bulanov Jeřábek |

| 7. května 2011 12:15 SEČ | Rakousko | 3 – 2 (1:0, 1:2, 1:0) | Slovinsko | Orange aréna, Bratislava Návštěvnost: 9 033 |  |

| Report                                                                                     |                                                                                            |          |                                                                      |                          |
| Fabian Weinhandl                                                                           | Fabian Weinhandl                                                                           | Brankáři | Robert Kristan                                                       | Rozhodčí: Olenin Lärking |
| Unterluggauer (T. Raffl, Koch) 20' T. Raffl (Peintner, Trattnig) 25' Rotter (P. Lukas) 46' | Unterluggauer (T. Raffl, Koch) 20' T. Raffl (Peintner, Trattnig) 25' Rotter (P. Lukas) 46' |          | 37' Razingar (M. Rodman, D. Rodman) 40' D. Rodman (Gregorc, Kristan) | Rozhodčí: Olenin Lärking |
| 10 min                                                                                     | 10 min                                                                                     | Tresty   | 14 min                                                               | Rozhodčí: Olenin Lärking |
| 37                                                                                         | 37                                                                                         | Střely   | 33                                                                   | Rozhodčí: Olenin Lärking |

| 7. května 2011 12:15 SEČ | Bělorusko | 3 – 6 (1:3, 1:1, 1:2) | Lotyšsko | Steel Aréna, Košice Návštěvnost: 4 976 |  |

| Report                                                                                                  | |          | |                               |
| Andrej Mezin                                                                                            | Andrej Mezin                                                                                            | Brankáři | Edgars Masaļskis | Rozhodčí: Piechaczek Partanen |
| Kosťučenok (Kitarov, Děmkov) 20' Grabovskij (Korobjev, Meleško) 21' Meleško (A. Kosticyn, Kuljakov) 60' | Kosťučenok (Kitarov, Děmkov) 20' Grabovskij (Korobjev, Meleško) 21' Meleško (A. Kosticyn, Kuljakov) 60' |          | 10' Cipulis (Reķis, Ņiživijs) 14' Pujacs (Džeriņš, M. Rēdlihs) 18' Pujacs (M. Rēdlihs) 37' Ņiživijs (Cipulis, Vasiļjevs) 50' Cipulis (Ņiživijs, Reķis) 58' Saulietis (M. Rēdlihs, Džeriņš) | Rozhodčí: Piechaczek Partanen |
| 16 min                                                                                                  | 16 min                                                                                                  | Tresty   | 16 min | Rozhodčí: Piechaczek Partanen |
| 39 | 39 | Střely   | 31 | Rozhodčí: Piechaczek Partanen |

| 8. května 2011 20:15 SEČ | Slovinsko | 1 – 7 (0:2, 1:3, 0:2) | Bělorusko | Orange aréna, Bratislava Návštěvnost: 8 708 |  |

| Report                                          |                                                 |          | |                            |
| Robert Kristan (40 min) Andrej Hočevar (20 min) | Robert Kristan (40 min) Andrej Hočevar (20 min) | Brankáři | Andrei Mezin | Rozhodčí: Burchell Persson |
| Sabolič (Pajič, Jeglič) 31'                     | Sabolič (Pajič, Jeglič) 31'                     |          | 6' Děmagin (Grabovskij, Meleško) 7' Kosticyn (Kovyršin, Kulakov) 28' Stěpanov (Kitarov, Kosticyn) 35' Michaljov (Ugarov, Denisov) 37' Kosticyn (Stěpanov, Demkov) 55' Michaljov (Korobov) 57' Michaljov (Grabovskij, Korobov) | Rozhodčí: Burchell Persson |
| 14 min                                          | 14 min                                          | Tresty   | 6 min | Rozhodčí: Burchell Persson |
| 24                                              | 24                                              | Střely   | 39 | Rozhodčí: Burchell Persson |

| 8. května 2011 20:15 SEČ | Lotyšsko | 4 – 1 (2:0, 1:0, 1:1) | Rakousko | Steel Aréna, Košice Návštěvnost: 4 110 |  |

| Report | |          |                           |                          |
| Edgars Masaļskis | Edgars Masaļskis | Brankáři | Fabian Weinhandl          | Rozhodčí: Jeřábek Ország |
| Bukarts (Meija) 5' Rēdlihs (Saulietis, Bērziņš) 13' Saulietis (Džeriņš, Sotnieks) 22' Saulietis (Sotnieks, Džeriņš) 48' | Bukarts (Meija) 5' Rēdlihs (Saulietis, Bērziņš) 13' Saulietis (Džeriņš, Sotnieks) 22' Saulietis (Sotnieks, Džeriņš) 48' |          | 59' Raffl (Lukas, Rotter) | Rozhodčí: Jeřábek Ország |
| 14 min | 14 min | Tresty   | 10 min                    | Rozhodčí: Jeřábek Ország |
| 39 | 39 | Střely   | 41                        | Rozhodčí: Jeřábek Ország |

## Play-off

### Pavouk
|  | Čtvrtfinále 1 |               |               |  |      |              |              |              |  |               |               |               |   |
|  | A1            | Česko         | 4             |  |      |              |              |              |  |               |               |               |   |
|  | B4            | USA           | 0             |  |      | Semifinále 1 | Semifinále 1 | Semifinále 1 |  |               |               |               |   |
|  |               |               |               |  |      | ČTF1         | Česko        | 2            |  |               |               |               |   |
|  | Čtvrtfinále 2 | Čtvrtfinále 2 | Čtvrtfinále 2 |  | ČTF2 | Švédsko      | 5            |              |  |               |               |               |   |
|  | B2            | Švédsko       | 5             |  |      |              |              |              |  |               |               |               |   |
|  | A3            | Německo       | 2             |  |      |              |              |              |  | Finále        | Finále        | Finále        |   |
|  |               |               |               |  |      |              |              |              |  |               | 1SF1          | Švédsko       | 1 |
|  | Čtvrtfinále 3 | Čtvrtfinále 3 | Čtvrtfinále 3 |  |      |              |              |              |  |               | 2SF1          | Finsko        | 6 |
|  | B1            | Kanada        | 1             |  |      |              |              |              |  |               |               |               |   |
|  | A4            | Rusko         | 2             |  |      | Semifinále 2 | Semifinále 2 | Semifinále 2 |  | Zápas o bronz | Zápas o bronz | Zápas o bronz |   |
|  |               |               |               |  |      | ČTF3         | Rusko        | 0            |  | 1SF2          | Česko         | 7             |   |
|  | Čtvrtfinále 4 | Čtvrtfinále 4 | Čtvrtfinále 4 |  | ČTF4 | Finsko       | 3            |              |  | 2SF2          | Rusko         | 4             |   |
|  | A2            | Finsko        | 4             |  |      |              |              |              |  |               |               |               |   |
|  | B3            | Norsko        | 1             |  |      |              |              |              |  |               |               |               |   |

### Čtvrtfinále
| 11. května 2011 16:15 SEČ | Česko | 4 – 0 (1:0, 1:0, 2:0) | USA | Orange aréna, Bratislava Návštěvnost: 9 311 |  |

| Report                                                                                                   |                |          |            |                           |
| Ondřej Pavelec                                                                                           | Ondřej Pavelec | Brankáři | Ty Conklin | Rozhodčí: Burchell Reiber |
| Jágr (Červenka) 19' Jágr (K. Rachůnek, Plekanec) 25' Plekanec (Frolík, Židlický) 51' Jágr (Plekanec) 57' |                |          |            | Rozhodčí: Burchell Reiber |
| 6 min | 6 min          | Tresty   | 10 min     | Rozhodčí: Burchell Reiber |
| 39 | 39             | Střely   | 29         | Rozhodčí: Burchell Reiber |

| 11. května 2011 20:15 SEČ | Švédsko | 5 – 2 (2:1, 2:1, 1:0) | Německo | Orange aréna, Bratislava Návštěvnost: 8 986 |  |

| Report | |          |                                                  |                        |
| Viktor Fasth | Viktor Fasth | Brankáři | Dennis Endras                                    | Rozhodčí: Rönn Šindler |
| Thörnberg (Berglund) 1' Backlund (Thörnberg, Fasth) 16' Persson (R. Nilsson, Ekman-Larsson) 25' Eriksson (Rundblad, R. Nilsson) 29' Thörnberg (Berglund, Pääjärvi-Svensson) 49' | Thörnberg (Berglund) 1' Backlund (Thörnberg, Fasth) 16' Persson (R. Nilsson, Ekman-Larsson) 25' Eriksson (Rundblad, R. Nilsson) 29' Thörnberg (Berglund, Pääjärvi-Svensson) 49' |          | 3' Barta (Mauer, Kink) 39' Wolf (Rankel, Holzer) | Rozhodčí: Rönn Šindler |
| 8 min | 8 min | Tresty   | 14 min                                           | Rozhodčí: Rönn Šindler |
| 46 | 46 | Střely   | 37                                               | Rozhodčí: Rönn Šindler |

| 12. května 2011 16:15 SEČ | Finsko | 4 – 1 (0:0, 4:1, 0:0) | Norsko | Orange aréna, Bratislava Návštěvnost: 8 947 |  |

| Report | |          |                                   |                              |
| Petri Vehanen | Petri Vehanen | Brankáři | Lars Haugen                       | Rozhodčí: Persson Piechaczek |
| Immonen (Granlund, Niskala) 27' T. Ruutu (M. Koivu, Pesonen) 29' Immonen (Granlund, Välivaara) 36' Lajunen (Komarov) 39' | Immonen (Granlund, Niskala) 27' T. Ruutu (M. Koivu, Pesonen) 29' Immonen (Granlund, Välivaara) 36' Lajunen (Komarov) 39' |          | 24' K. A. Olimb z trest. střílení | Rozhodčí: Persson Piechaczek |
| 14 min | 14 min | Tresty   | 18 min                            | Rozhodčí: Persson Piechaczek |
| 34 | 34 | Střely   | 38                                | Rozhodčí: Persson Piechaczek |

| 12. května 2011 20:15 SEČ | Kanada | 1 – 2 (0:0, 1:0, 0:2) | Rusko | Orange aréna, Bratislava Návštěvnost: 9 300 |  |

| Report                   |                          |          |                                                |                           |
| Jonathan Bernier         | Jonathan Bernier         | Brankáři | Konstantin Barulin                             | Rozhodčí: Kurmann Lärking |
| Spezza (Pietrangelo) 26' | Spezza (Pietrangelo) 26' |          | 50' Kajgorodov 53' Kovalčuk (Radulov, Kalinin) | Rozhodčí: Kurmann Lärking |
| 12 min                   | 12 min                   | Tresty   | 10 min                                         | Rozhodčí: Kurmann Lärking |
| 37                       | 37                       | Střely   | 20                                             | Rozhodčí: Kurmann Lärking |

### Semifinále
| 13. května 2011 16:15 SEČ | Česko | 2 – 5 (0:0, 1:2, 1:3) | Švédsko | Orange aréna, Bratislava Návštěvnost: 9 285 |  |

| Report                                                |                                                       |          | |                           |
| Ondřej Pavelec                                        | Ondřej Pavelec                                        | Brankáři | Viktor Fasth | Rozhodčí: Burchell Reiber |
| Eliáš (M. Michálek, Židlický) 21' Eliáš (Voráček) 55' | Eliáš (M. Michálek, Židlický) 21' Eliáš (Voráček) 55' |          | 25' Berglund (Ekman-Larsson) 36' Backlund (Sjögren) 49' Ericsson (Backlund) 53' Krüger (Tedenby) 60' Berglund (Petrasek) | Rozhodčí: Burchell Reiber |
| 6 min                                                 | 6 min                                                 | Tresty   | 2 min | Rozhodčí: Burchell Reiber |
| 37                                                    | 37                                                    | Střely   | 48 | Rozhodčí: Burchell Reiber |

| 13. května 2011 20:15 SEČ | Finsko | 3 – 0 (0:0, 1:0, 2:0) | Rusko | Orange aréna, Bratislava Návštěvnost: 9 272 |  |

| Report                                                    |               |          |                    |                          |
| Petri Vehanen                                             | Petri Vehanen | Brankáři | Konstantin Barulin | Rozhodčí: Lärking Ország |
| Granlund (Immonen) 26' Lajunen 48' Immonen (Granlund) 50' |               |          |                    | Rozhodčí: Lärking Ország |
| 10 min                                                    | 10 min        | Tresty   | 12 min             | Rozhodčí: Lärking Ország |
| 29                                                        | 29            | Střely   | 30                 | Rozhodčí: Lärking Ország |

### Zápas o bronz
| 15. května 2011 16:00 SEČ | Česko | 7 – 4 (2:3, 3:1, 2:0) | Rusko | Orange aréna, Bratislava Návštěvnost: 9 283 |  |

| Report | |          | |                           |
| Ondřej Pavelec | Ondřej Pavelec | Brankáři | Konstantin Barulin | Rozhodčí: Kurmann Lärking |
| Červenka 4' Průcha (Rolinek, Marek) 11' Průcha 23' Červenka (Průcha) 31' Červenka (Plekanec) 36' Marek 47' Plekanec (Jágr, Červenka) 59' | Červenka 4' Průcha (Rolinek, Marek) 11' Průcha 23' Červenka (Průcha) 31' Červenka (Plekanec) 36' Marek 47' Plekanec (Jágr, Červenka) 59' |          | 10' Kovalčuk (Radulov, Ťjutin) 10' Kulikov (Afinogenov, Gorovikov) 19' Kovalčuk (Zinovjev, Radulov) 37' Tarasenko (Zinovjev, Kornějev) | Rozhodčí: Kurmann Lärking |
| 4 min | 4 min | Tresty   | 6 min | Rozhodčí: Kurmann Lärking |
| 28 | 28 | Střely   | 43 | Rozhodčí: Kurmann Lärking |

### Finále
| 15. května 2011 20:30 SEČ | Švédsko | 1 – 6 (0:0, 1:1, 0:5) | Finsko | Orange aréna, Bratislava Návštěvnost: 9 166 |  |

| Report       |              |          | |                           |
| Viktor Fasth | Viktor Fasth | Brankáři | Petri Vehanen | Rozhodčí: Burchell Reiber |
| Pääjärvi 28' | Pääjärvi 28' |          | 40' Immonen (Pesonen, M. Koivu) 43' Nokelainen (Pihlström) 44' N. Kapanen (Aaltonen, Komarov) 57' Pesonen (Granlund) 58' Pyörälä (M. Koivu, Salmela) 60' Pihlström (Lajunen) | Rozhodčí: Burchell Reiber |
| 8 min        | 8 min        | Tresty   | 4 min | Rozhodčí: Burchell Reiber |
| 33           | 33           | Střely   | 32 | Rozhodčí: Burchell Reiber |

## Konečné pořadí

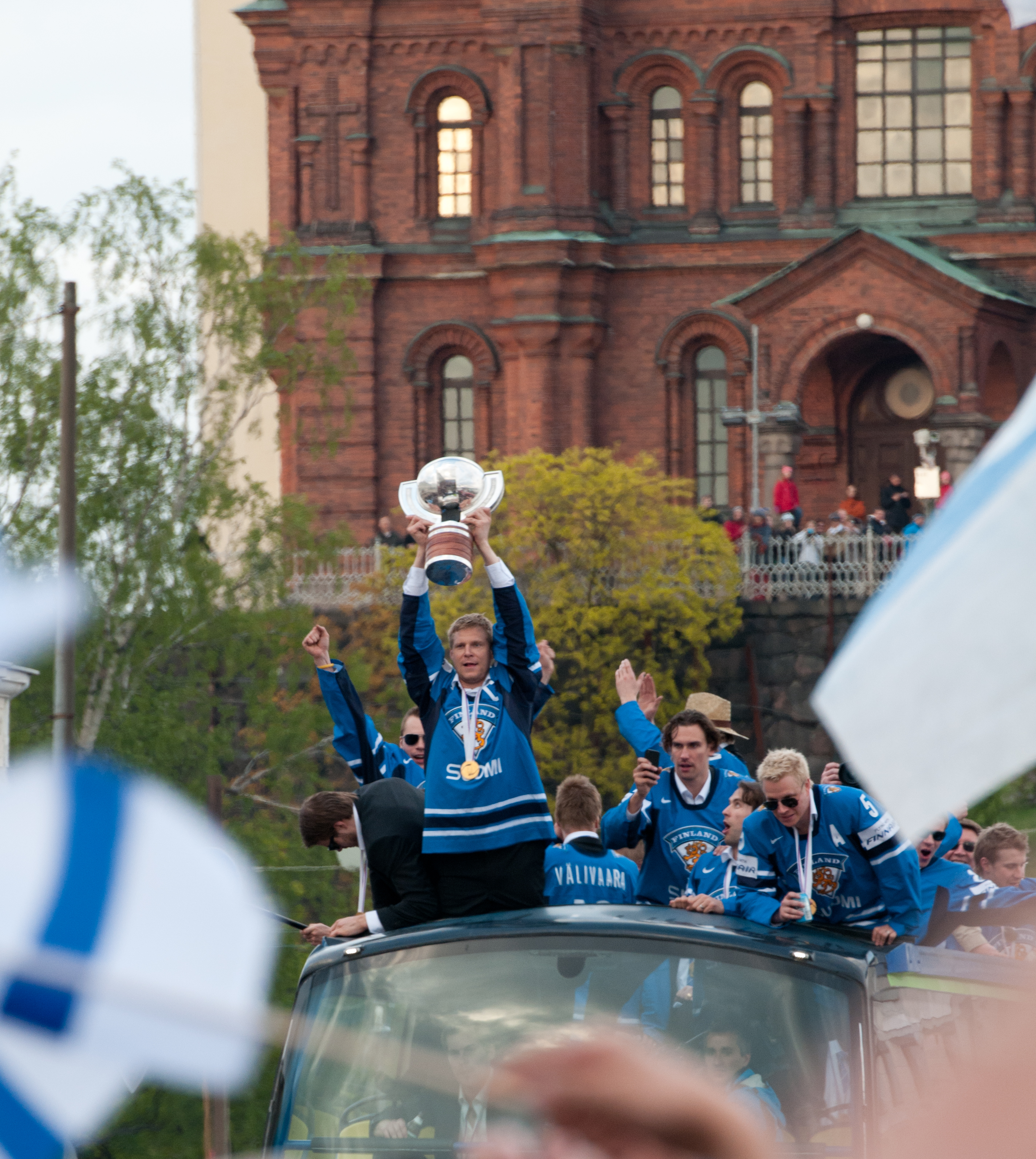
Finští hokejisté slaví v Helsinkách zisk titulu mistrů světa.

| 75. | Mistrovství světa | Z | V | VP | PP | P | Skóre | B  | Soupisky |
| --- | ----------------- | - | - | -- | -- | - | ----- | -- | -------- |
| 1.  | Finsko            | 9 | 5 | 3  | 0  | 1 | 32:14 | 21 | Soupiska |
| 2.  | Švédsko           | 9 | 6 | 0  | 1  | 2 | 32:20 | 19 | Soupiska |
| 3.  | Česko             | 9 | 8 | 0  | 0  | 1 | 36:18 | 24 | Soupiska |
| 4.  | Rusko             | 9 | 4 | 0  | 1  | 4 | 24:29 | 13 | Soupiska |
| 5.  | Kanada            | 7 | 4 | 2  | 0  | 1 | 28:14 | 16 | Soupiska |
| 6.  | Norsko            | 7 | 3 | 1  | 0  | 3 | 23:19 | 11 | Soupiska |
| 7.  | Německo           | 7 | 2 | 1  | 2  | 2 | 20:24 | 10 | Soupiska |
| 8.  | USA               | 7 | 3 | 0  | 1  | 3 | 20:24 | 10 | Soupiska |
| 9.  | Švýcarsko         | 6 | 2 | 1  | 1  | 2 | 15:13 | 9  | Soupiska |
| 10. | Slovensko         | 6 | 2 | 0  | 0  | 4 | 16:15 | 6  | Soupiska |
| 11. | Dánsko            | 6 | 0 | 2  | 0  | 4 | 12:24 | 4  | Soupiska |
| 12. | Francie           | 6 | 0 | 1  | 1  | 4 | 7:23  | 3  | Soupiska |
| 13. | Lotyšsko          | 6 | 2 | 0  | 2  | 2 | 18:19 | 8  | Soupiska |
| 14. | Bělorusko         | 6 | 2 | 0  | 1  | 3 | 20:19 | 7  | Soupiska |
| 15. | Rakousko          | 6 | 1 | 0  | 0  | 5 | 7:26  | 3  | Soupiska |
| 16. | Slovinsko         | 6 | 1 | 0  | 1  | 4 | 15:24 | 4  | Soupiska |

| Sestupují do 1. divize pro rok 2012:                   | Rakousko a Slovinsko |
| Postupují z 1. divize do turnaje MS Elit pro rok 2012: | Itálie a Kazachstán  |

## Statistiky a hodnocení hráčů

### Nejlepší hráči podle direktoriátu IIHF
| Pozice  | Hráč             |
| ------- | ---------------- |
| Brankář | Viktor Fasth     |
| Obránce | Alex Pietrangelo |
| Útočník | Jaromír Jágr     |

### All Stars
| Pozice          | Hráč            |
| --------------- | --------------- |
| Brankář         | Viktor Fasth    |
| Levý obránce    | Marek Židlický  |
| Pravý obránce   | David Petrasek  |
| Levé křídlo     | Patrik Berglund |
| Střední útočník | Jarkko Immonen  |
| Pravé křídlo    | Jaromír Jágr    |

### Kanadské bodování
Toto je pořadí hráčů podle dosažených bodů, za jeden vstřelený gól nebo přihrávku na gól hráč získává jeden bod.
| Hráč            | Záp. | G | P | Body | +/− | PTM | Poz. |
| --------------- | ---- | - | - | ---- | --- | --- | ---- |
| Jarkko Immonen  | 9    | 9 | 3 | 12   | +2  | 2   | FW   |
| Patrik Berglund | 9    | 8 | 2 | 10   | +6  | 8   | FW   |
| Tomáš Plekanec  | 8    | 6 | 4 | 10   | +3  | 6   | FW   |
| Roman Červenka  | 9    | 4 | 6 | 10   | +7  | 4   | FW   |
| John Tavares    | 7    | 5 | 4 | 9    | +6  | 12  | FW   |
| Jaromír Jágr    | 9    | 5 | 4 | 9    | +5  | 4   | FW   |
| Patrik Eliáš    | 9    | 4 | 5 | 9    | +4  | 6   | FW   |
| Mikael Granlund | 9    | 2 | 7 | 9    | +3  | 2   | FW   |
| Mathis Olimb    | 7    | 1 | 8 | 9    | 0   | 4   | FW   |
| Marius Holtet   | 7    | 6 | 2 | 8    | +6  | 4   | FW   |

Záp. = Odehrané zápasy; G = Góly; P = Přihrávky; Body = Body; +/− = Plus/Minus; PTM = Počet trestných minut; Poz. = Pozice
Zdroj: IIHF.com

### Hodnocení brankářů
Pořadí nejlepších pěti brankářů na mistrovství podle úspěšnosti zásahů v procentech, brankář musí mít odehráno minimálně 40 % hrací doby za svůj tým.
| Hráč           | Čas    | SNB | OG | PGZ  | Úsp%  | Prod. |
| -------------- | ------ | --- | -- | ---- | ----- | ----- |
| Petri Vehanen  | 388:13 | 175 | 8  | 1.24 | 95.43 | 1     |
| Viktor Fasth   | 420:00 | 221 | 12 | 1.71 | 94.57 | 3     |
| Ondřej Pavelec | 479:16 | 247 | 15 | 1.88 | 93.93 | 2     |
| Tobias Stephan | 240:48 | 111 | 7  | 1.74 | 93.69 | 0     |
| Lars Haugen    | 422.18 | 257 | 19 | 2.70 | 92.61 | 1     |

Čas = Čas na ledě (minuty:sekundy); SNB = Střely na branku; OG = Obdržené góly; PGZ = Průměr gólů na zápas; Úsp% = Procento úspěšných zásahů; Prod. = Prodloužení
Zdroj: IIHF.com

## Rozhodčí
IIHF vybrala pro tento turnaj 16 hlavních a 16 čárových rozhodčích.

### Hlavní sudí
- Vladimír Baluška
- Vjačeslav Bulanov
- Darcy Burchell
- Antonín Jeřábek
- Danny Kurmann
- Christer Lärking
- Eduards Odiņš
- Konstantin Olenin
- Peter Ország
- Sami Partanen
- Sören Persson
- Daniel Piechaczek
- Brent Rety Reiber
- Jyri Rönn
- Vladimír Šindler
- Thomas Sterns

### Čároví sudí
- Roger Arm
- Chris Carlson
- Paul Carnathan
- Ivan Deďulja
- Jiří Gebauer
- Manuel Hollenstein
- Matjaž Hribar
- Kiel Murchison
- Milan Novák
- Andre Schrader
- Sirko Schulz
- Anton Semionov
- Sergej Šeljanin
- Jussi Terho
- Christian Tillerkvist
- Miroslav Valach